# Żółty szlak turystyczny Barcza – Bukowa Góra
 Żółty szlak turystyczny Barcza – Bukowa Góra – szlak turystyczny na terenie Gór Świętokrzyskich.

## Przebieg szlaku
| Odległość | Atrakcje                           | Punkt       | Skrzyżowania szlaków  |
| --------- | ---------------------------------- | ----------- | --------------------- |
| 0,0 km    | rezerwat geologiczny · kamieniołom | Barcza PKS  |                       |
| 3,5 km    |                                    | góra Barcza |                       |
|           |                                    | Czostek     |                       |
| 8,5 km    |                                    | Klonów      |                       |
| 11,0 km   | skały · kaplica                    | Bukowa Góra | Starachowice – Łączna |

## Galeria

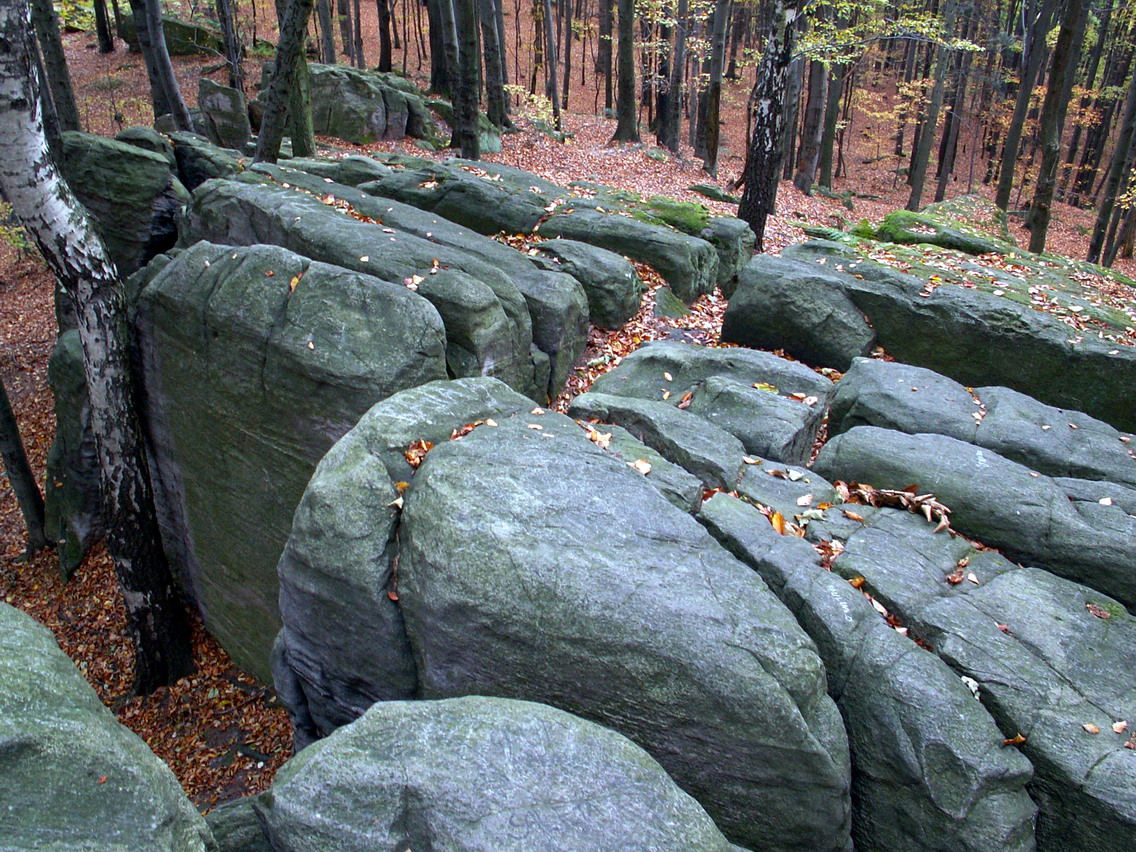
Formacje skalne na szczycie Bukowej Góry